# 伊予丸

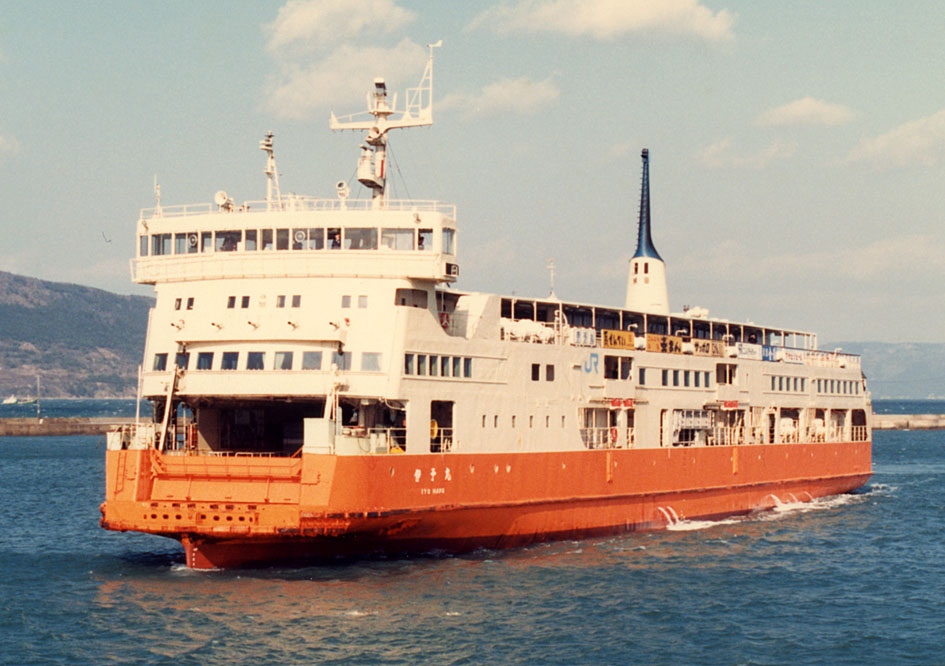
JR四国に移管され、舷側の国鉄のロゴが「JR」に変わった伊予丸（1987年）

伊予丸（いよまる）は、日本国有鉄道四国総局宇高船舶管理部（宇高航路）に在籍した客載車両渡船である。船名符字JQDC。
瀬戸丸型車載客船3隻の老朽取替えと、増え続ける貨客需要に対応すべく建造された伊予丸型4隻の第1船である。日立造船桜島工場で1966年（昭和41年）1月30日に竣工し、3月1日に就航した。同型船には土佐丸、阿波丸および讃岐丸（2代）がある。
船体下部は愛媛県の特産物である「ウンシュウミカン」に因み、橙色に塗られていた。
1987年（昭和62年）の国鉄分割民営化にあたっては、四国旅客鉄道（JR四国）に継承された。1988年（昭和63年）4月の瀬戸大橋線開通による宇高航路普通便の廃止により、中国に売却された。

## 概要
全長は瀬戸丸型の76.45m、讃岐丸（初代）の78.00mより10m以上も長い89.40mと大型化されたうえ、甲板室が船体全体にわたって設置されたため、旅客定員は1,800名と大幅に増加した。貨車は船首積みおろしで、船内の軌道は3線でワム換算27両積載。航海速力15.25ノットで、宇野高松間を60分で運航可能であった。
客室が2層構造（客室甲板と遊歩甲板）となったことから、操舵室のある航海船橋甲板（遊歩甲板の甲板室の天井）は前級の初代讃岐丸より1層高いレベルとなり、また操舵室の全周にわたって窓が設置され、混雑する備讃瀬戸での360度の見張りが可能であった。操舵室の位置も初代讃岐丸より前方に設置され、係船ウインチや船首防波板の開閉、ヒーリングポンプの操作もここから行われた。このため、船首部を欠落したようなユニークな船形となった。
讃岐丸（初代）では操船性能の向上を目指してフォイト・シュナイダープロペラを採用し、港内での操船性能向上は達成できたものの、潮流の速い海域の巡航時の針路安定性に問題があり、本船では採用されなかった。おりしも、可変ピッチプロペラ等の価格が低下したこともあり、1964年から就航していた青函連絡船津軽丸型同様、船首を横方向への推力で回頭させるバウスラスターと、主軸回転数一定のまま操舵室からの翼角遠隔操作で前後進、速力調節ができる可変ピッチプロペラを装備、2枚舵との併用で良好な操船性能を確保した。
操舵室内の配置は、左舷側前面窓際にヒーリング制御盤と係船制御盤、右舷側前面窓際に可変ピッチプロペラ翼角制御レバーやバウスラスター翼角制御レバー等をまとめたプロペラ制御盤が設けられたが、これら制御盤の向こう側にあたる前面窓を開閉できないピラーのない固定ガラス窓としたため、操舵室前面窓が左右非対称となり、本船型の外観の一つの特徴となった。なお、バウスラスターの操作は、青函連絡船津軽丸型では翼角指示/追従方式であったが、本船型では左右に倒れる小さなレバースイッチ操作で、所謂ノンフォローアップタイプであり、津軽丸型の非常操縦用レバーと同様のものであった。
操舵室中央には、周囲に把手が突き出た従来型の舵輪を有する中村式浦賀テレモーターがあり、横切船の避航等による変針が繰り返される航路の特性から、オートパイロットは装備されなかった。操舵室背面には、火災警報表示盤やライフラフト（救命筏）投下装置等が非常操作警報表示盤として背の低い盤にまとめられ、後方視界を遮らないようにして設置された。
通信設備は国際VHFのほか、さん橋との入港報などの連絡、僚船との連絡に使用する専用VHFが装備されたが、末期にはハンディートランシーバが使用され、｢いよまる｣などの船名呼出符号ではなく、｢よんてつうこう2｣といった呼出符号が使用されていた。
主機械は車両甲板下に余裕を持って納まる背丈の低い中速ディーゼル機関2台で、定格出力は1台2310馬力であった。このエンジンは津軽丸型のうち大雪丸など3隻で採用されたものと同系列であったが、2台2軸で、マルチプルエンジンではなかった。しかし、機関回転数の毎分600回転を主軸回転数の毎分250回転に減速するため、流体継手付き減速機を装備していた。また、左舷減速機には主軸駆動発電機（330kVA)がつながり、主発電機(700kVA×2)のバックアップと、バウスラスター（300馬力）の電源となっていた。初代讃岐丸や津軽丸型同様、機関部の各種機械を遠隔管理する総括制御室も設けられた。
車両甲板下は13枚の水密隔壁で14区画に分割され、隣接する2区画に浸水しても沈まない構造とした。更に中央部6区画では二重底だけでなく、側面にヒーリングタンクやボイドスペースを配置して二重構造とし、さらに損傷時の復原性向上のため、舷側ボイドスペースに硬質ポリウレタンを充填した。更なる安全性確保を目指し、水密隔壁に水密辷り戸を設けなかったため、隣接する水密区画へ行くには必ず車両甲板まで上る必要があった。
乗客全員を収容できるライフラフト（救命筏）、緊急時に客室のある客室甲板（津軽型の船楼甲板に相当）から海面上のライフラフトへ乗り移るための膨張式滑り台が装備された。
客室は客室甲板と遊歩甲板にあった。客室甲板では船首側の三分の一がグリーン船室（1969年（昭和44年）5月9日以前は一等船室）で、2人掛けリクライニングシートが並び、大きな窓を配置して前方展望を確保した。中央部の三分の一と船尾側の三分の一の2部屋は普通船室（1969年5月9日以前は二等船室）で、リクライニングしない2人掛け椅子が中央部では前向きに、船尾側では後ろ向きに設置されていた。なおこれら椅子は、津軽丸型同様、当時の特急車両の椅子をベースに回転機構の省略など船舶用に修正したものであった。
遊歩甲板には、周囲を大型ガラス窓で囲った展望室があり、船首側三分の一はソファーのあるグリーンスペース、船尾側三分の二はベンチを置いた普通スペースで、喫茶コーナーを兼ねた売店もあった。両舷側には廊下状の遊歩甲板が配置され、船尾部は露天甲板で、立ち食いのうどん屋があった。